# Josef Kandlbinder
Josef Kandlbinder (Regensburg, 1923. január 7. – 2011. november 9.) német nemzetközi labdarúgó-játékvezető. Teljes neve: Josef "Zuckerl" Kandlbinder.

## Pályafutása

### Labdarúgóként
Gyermek, majd ifjúsági kategóriában a helyi VfR Regensburger Turuscheft csapatában nevelkedett. 1940-től 1948-ig csatárként a felnőtt csapat tagja.

### Labdarúgó-játékvezetőként

#### Nemzeti játékvezetés
A játékvezetésből 1947-ben vizsgázott, 1951-ben lett az Oberliga/Bundesliga (1963/1964) játékvezetője. Az aktív nemzeti játékvezetéstől 1964-ben vonult vissza.

##### Nemzeti kupamérkőzések
Vezetett Kupa-döntők száma: 1.

###### Bajnoki döntő
| Időpont          | Helyszín                        | Mérkőzés típusa | Mérkőzés                | Eredmény | Nézők száma |
| ---------------- | ------------------------------- | --------------- | ----------------------- | -------- | ----------- |
| 1960. június 25. | Wald Stadion, Frankfurt am Main | döntő           | Hamburger SV–1. FC Köln | 3 : 2    | 71 000      |

#### Nemzetközi játékvezetés
A Német labdarúgó-szövetség Játékvezető Bizottsága (JB) terjesztette fel nemzetközi játékvezetőnek, a Nemzetközi Labdarúgó-szövetség (FIFA) 1958-tól tartotta nyilván bírói keretében. Több nemzetek közötti válogatott és klubmérkőzést vezetett, vagy működő társának partbíróként segített. A német nemzetközi játékvezetők rangsorában, a világbajnokság-Európa-bajnokság sorrendjében többedmagával a 28. helyet foglalja el 2 találkozó szolgálatával. Az aktív nemzetközi játékvezetéstől 1964-ben búcsúzott.
Válogatott mérkőzéseinek száma: 6.

##### Európa-bajnokság
Az európai-labdarúgó torna döntőjéhez vezető úton Spanyolországba az II., az 1964-es labdarúgó-Európa-bajnokságra  az UEFA JB játékvezetőként foglalkoztatta.
| Időpont           | Helyszín                 | Mérkőzés típusa           | Mérkőzés             | Eredmény | Nézők száma |
| ----------------- | ------------------------ | ------------------------- | -------------------- | -------- | ----------- |
| 1963, február 27. | Parc des Princes, Párizs | előselejtező (2. forduló) | Franciaország–Anglia | 5 : 2    | 23 986      |
| 1963. március 31. | Wankdorf-stadion, Bern   | előselejtező (2. forduló) | Svájc–Hollandia      | 1 : 1    | 31 794      |

##### Olimpia
Az 1960. évi nyári olimpiai játékok labdarúgó tornáján a FIFA JB bíróként foglalkoztatta.
| Időpont             | Helyszín                  | Mérkőzés típusa        | Mérkőzés                     | Eredmény |
| ------------------- | ------------------------- | ---------------------- | ---------------------------- | -------- |
| 1960. augusztus 26. | Ardenza Stadion, Livorno  | selejtező (B. csoport) | Brazília–Nagy-Britannia      | 4 : 3    |
| 1960. szeptember 1. | Városi Stadion, Grosseto  | selejtező (B. csoport) | Nagy-Britannia–Kína (Tajvan) | 3 : 2    |
| 1960. szeptember 5. | San Paolo Stadion, Nápoly | egyik elődöntő         | Olaszország–Jugoszlávia      | 1 : 1    |

##### Nemzetközi kupamérkőzések

###### Bajnokcsapatuk Európa-kupája
| Időpont          | Helyszín                          | Mérkőzés típusa              | Mérkőzés                    | Eredmény | Nézők száma |
| ---------------- | --------------------------------- | ---------------------------- | --------------------------- | -------- | ----------- |
| 1958. október 1. | Hungária körúti Stadion, Budapest | első selejtező (2. mérkőzés) | MTK–Polonia Bytom (lengyel) | 3 : 0    | 10 000      |

## Sportvezetői pályafutása
Aktív pályafutását befejezve "áttért" az edzői pályára, a VfR Regensburger Turuscheft csapatát vezette, eredményesen.

## Magyar kapcsolat
| Időpont           | Helyszín             | Mérkőzés típusa          | Mérkőzés              | Eredmény | Nézők száma |
| ----------------- | -------------------- | ------------------------ | --------------------- | -------- | ----------- |
| 1962. október 28. | Népstadion, Budapest | 389. válogatott mérkőzés | Magyarország–Ausztria | 2 : 0    | 50 000      |

## Külső hivatkozások
- Josef Kandlbinder. World Referee. [2011. szeptember 21-i dátummal az eredetiből archiválva]. (Hozzáférés: 2013. január 21.)
- Josef Kandlbinder. footballzz.com. (Hozzáférés: 2013. január 21.)[halott link]
- Josef Kandlbinder. footballdatabase.eu. (Hozzáférés: 2013. január 21.)
- Josef Kandlbinder. scoreshelf.com. [2015. október 30-i dátummal az eredetiből archiválva]. (Hozzáférés: 2013. január 21.)
- Josef Kandlbinder. eu-football.info. [2013. szeptember 11-i dátummal az eredetiből archiválva]. (Hozzáférés: 2013. január 21.)

| Elődje: Erich Asmussen | Bajnoki-döntő 1959–1960 | Utódja: Gerd Schulenburg |